# Reus
Reus (с нидерл. — «Гигант») — компьютерная игра, созданная нидерландской независимой игровой студией Abbey Games. Представляет из себя симулятор бога, игрок берёт на себя управление гигантами, которые могут изменять природу планеты посредством терраформирования и создавать жизнь. Игра была выпущена для персональных компьютеров 16 мая 2013 года.
В 2024 году состоялся выход сиквела — Reus 2.

## Игровой процесс

Три гиганта из четырёх представленных в игре

В Reus предстоит управлять четырьмя гигантами, способными формировать двумерную планету. Они могут создавать живых существ, растения и ресурсы на каждом «клочке» земли. Цель состоит в том, чтобы оказать поддержку людям. Хотя они не действуют самостоятельно и не могут контролироваться напрямую, игроки могут влиять на их поведение, например, предоставляя слишком большое количество ресурсов может сделать их жадными, что приведёт к войне друг с другом.

## Разработка
Проект был поддержан Dutch Game Garden, программой инкубации студий, финансируемой ЕС. Reus анонсировали 21 июня 2012 года. 14 января 2013 года компания Abbey Games опубликовала трейлер на YouTube. 16 апреля была раскрыта дата выхода — 16 мая того же года.

## Отзывы
| Сводный рейтинг    | Сводный рейтинг                     |
| Агрегатор          | Оценка                              |
| ------------------ | ----------------------------------- |
| GameRankings       | 73,29 %                             |
| Metacritic         | PC: 75/100 PS4: 75/100 XONE: 65/100 |
| Иноязычные издания |                                     |
| Издание            | Оценка                              |
| Destructoid        | 9/10                                |
| GameSpot           | 8.0/10                              |
| IGN                | 6.8/10                              |

Reus получила в целом положительные отзывы. В GameSpot отметили, что игра «предлагает сложные задачи, большую гибкость и свободу определять свои собственные стандарты успеха или просто получать удовольствие от экспериментов с ландшафтом». Издание IGN высоко оценило художественный стиль, но отсутствие разнообразия вместе с «ненужно сложной и неинтуитивной системой синергии и трансмутаций» стали поводом для критики. Рецензент Destructoid резюмировал: «В [Reus] приятно играть, она обеспечивает идеальный баланс между предоставлением нового контента и отсутствием перегрузки игроков».
Летом 2018 года, благодаря уязвимости в защите Steam Web API, стало известно, что точное количество пользователей сервиса Steam, которые играли в игру хотя бы один раз, составляет 897 320 человек.